# ダホン
ダホン（Dahon、ダホーンとも ）とは、米国カリフォルニア州に本社をおく自転車メーカー。「ダホン」のブランド名は、創始者の中国系アメリカ人デヴィッド・T・ホン(David Hon)の名を縮めたもの。1975年オイルショックを機に、同氏により開発研究が行われ、1982年に第一号製品出荷、今日に至る。自転車の製造は台湾で行っていたが、2000年ごろから低価格帯商品の生産は中国に移った。オーソドックスな折り畳みの機構は使いやすく、頑丈であるとされる。
販売の多くは折り畳み自転車や半折りたたみ式や分割式などのコンパクトに出来る自転車であるが、通常の自転車もある。
折り畳み機構には多くの基本特許を有し、日本国内メーカーへもライセンス供与している。OEMも積極的に行っており、他ブランドとして販売されているダホン製品も多い。同社の特許切れ技術である『Dahon Folding System (DFS)』は市場に出回っている他社の折りたたみ自転車に採用されている。
2018年12月、株式会社アキボウがDAHONブランド商品の国内独占販売についてのライセンス契約を締結した。
2020年現在の日本国内においては、株式会社アキボウが「DAHON」の名でジャパンモデルを含むラインナップを、シナネンサイクル株式会社と武田産業株式会社が「DAHON INTERNATIONAL」の名でインターナショナルモデルを、それぞれ取り扱っている。

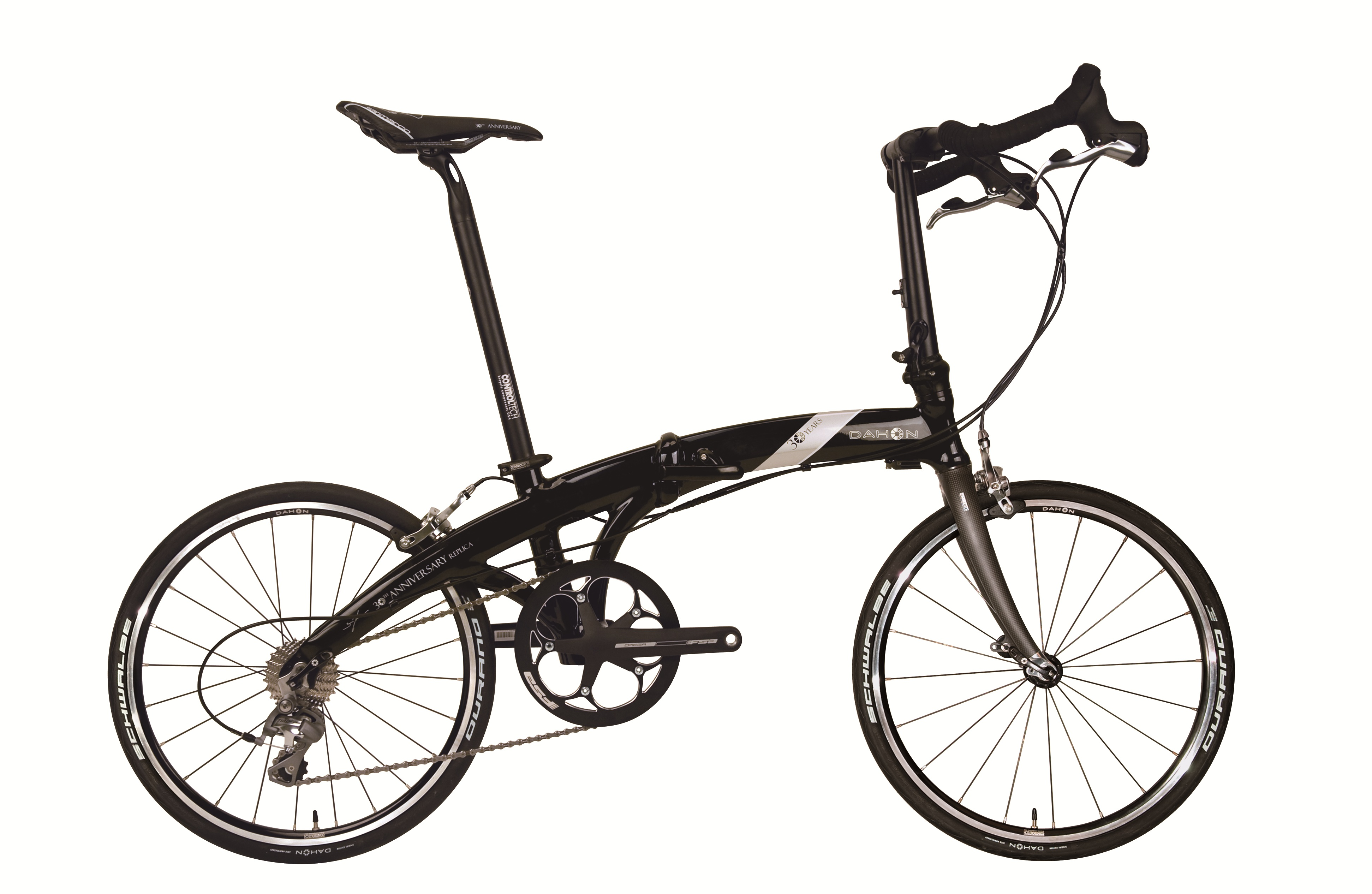
ダホンの折り畳み自転車
画像は30周年記念スペシャルエディションで、アルミニウムのフレームに、カーボン製のパーツが多用されている。

Dahon社公式では正式な日本語転写を定めていないが、本項では輸入元である株式会社アキボウが定める『ダホン』と記述する。

## 主な受賞履歴
- 1983年 ジュネーブ国際発明協会 銀メダル受賞。以来､世界最大の折り畳み自転車メーカーとなる。
- 2005年 Ciao! P8 が「オランダBIKE OF THE YEAR 2006」受賞。
- 2006年 Ciao! P8 が「ユーロバイクAWARD 2005銀賞」受賞。
- 2007年 Speed Pro TT が米Business Week誌「Fastest Folder賞」受賞。

## ハイエンドモデル発売履歴
- 2000年 - ゼロジー（ZERO-G ）26in折畳み、24速
- 2001年 - ゴッサムシティ（GOTHAM CITY ）20in折畳み、8速、ダブルサスペンション
- 2003年 - ヘリオスXX（HELIOS XX ）20周年記念モデルで限定発売、20in折畳み、9速、8.5kg
- 2004年 - アレグロ（ALLEGRO ）700C 分割、18速、8.6kg
- 2005年 - モデルX（MODEL X ）20in折畳み、9速、7.3kg、未発売
- 2005年 - アレグロ（ALLEGRO ）700C分割、20速、8.6kg
- 2006年 - フエゴ（FUEGO ） - 26in分割MTB、27速
- 2007年 - トルネード（Tournado ）700C、27速
- 2007年 - マコ（Mako ）20inミニベロ、20速、8.1kg
- 2008年 - ミューXXV（Mu XXV）25周年記念モデルで世界250台限定発売、20in折畳み、10速、7.5kg
- 2009年 - ミューEX（Mu EX ）SRAM Red搭載、20in折畳み、20速、8.9kg
- 2011年 - ヴェクターX20（Vector X20 ）SRAM Red搭載、20in折畳み、20速、9.2kg
- 2013年 - アニバーサリー（Anniversary）30周年記念モデルで世界300台限定発売、20in折畳み、30速、カーボンパーツ、ETRTO451規格20インチホイール
- 2014年 - ミュー エリート（Mu Elite）ブルホーンバー、スムースウェルディング塗装を採用、20in折畳み、20速、ETRTO451規格20インチホイール
- 2017年 - Curl i8（35thアニバーサリーモデル）世界500台限定販売、3-POINT Foldingフレーム、16inch折畳み、8速、13.6kg
- 2018年 - ダヴ プラス(Dove Plus)　「ブランド史上最軽量となる本体重量6.97kgを実現」とされる、14inch折畳み、1速(無変速、シングルスピード)、6.97kg